# Legacy (album de David Bowie)
Pour les articles homonymes, voir Legacy.
Albums de David Bowie
Who Can I Be Now? (1974–1976)
(2016) No Plan
(2017)
Singles
1. Life on Mars? (2016 Mix)
Sortie : 7 octobre 2016

Legacy est une compilation de David Bowie sortie en novembre 2016. Il s'agit de sa première compilation rétrospective posthume.
Elle existe en trois formats : une version 2 CD, une version 1 CD et une version 33 tours. Le contenu de la version 2 CD est quasiment identique à celui de la version 2 CD de Nothing Has Changed (2014), la précédente compilation rétrospective de Bowie. Les chansons Love Is Lost et Sue (Or in a Season of Crime) sont remplacées par une chanson de Heathen, Slow Burn, et deux titres de Blackstar (2016), le dernier album studio de Bowie : Lazarus et I Can't Give Everything Away.
Life on Mars? apparaît dans un mixage inédit réalisé par Ken Scott, le producteur originel de la chanson (avec suppression de la batterie et de la basse). Cette version est également parue en single.

## Titres
Toutes les chansons sont écrites et composées par David Bowie, sauf mention contraire.
| 1.  | Space Oddity                     |                                                 | 5:14 |
| 2.  | The Man Who Sold the World       |                                                 | 3:57 |
| 3.  | Changes                          |                                                 | 3:35 |
| 4.  | Oh! You Pretty Things            |                                                 | 3:12 |
| 5.  | Life on Mars? (mixage de 2016)   |                                                 | 3:49 |
| 6.  | Starman (version single)         |                                                 | 4:10 |
| 7.  | Ziggy Stardust                   |                                                 | 3:12 |
| 8.  | Moonage Daydream                 |                                                 | 4:39 |
| 9.  | The Jean Genie (version single)  |                                                 | 4:05 |
| 10. | All the Young Dudes              |                                                 | 3:08 |
| 11. | Drive-In Saturday                |                                                 | 4:30 |
| 12. | Sorrow                           | Bob Feldman, Jerry Goldstein, Richard Gottehrer | 2:53 |
| 13. | Rebel Rebel                      |                                                 | 4:30 |
| 14. | Young Americans (version single) |                                                 | 3:13 |
| 15. | Fame                             | David Bowie, Carlos Alomar, John Lennon         | 4:16 |
| 16. | Golden Years (version single)    |                                                 | 3:27 |
| 17. | Sound and Vision                 |                                                 | 3:03 |
| 18. | "Heroes" (version single)        | David Bowie, Brian Eno                          | 3:33 |
| 19. | Boys Keep Swinging               | David Bowie, Brian Eno                          | 3:17 |
| 20. | Fashion (version single)         |                                                 | 3:26 |
| 21. | Ashes to Ashes (version single)  |                                                 | 3:35 |

| 1.  | Under Pressure (avec Queen)                     | David Bowie, John Deacon, Brian May, Freddie Mercury, Roger Taylor | 3:56 |
| 2.  | Let's Dance (version single)                    |                                                                    | 4:08 |
| 3.  | China Girl (version single)                     | David Bowie, Iggy Pop                                              | 4:15 |
| 4.  | Modern Love (version single)                    |                                                                    | 3:56 |
| 5.  | Blue Jean                                       |                                                                    | 3:11 |
| 6.  | This Is Not America (avec le Pat Metheny Group) | David Bowie, Pat Metheny, Lyle Mays                                | 3:51 |
| 7.  | Dancing in the Street (avec Mick Jagger)        | Marvin Gaye, William Stevenson, Ivy Jo Hunter                      | 3:10 |
| 8.  | Absolute Beginners (version courte)             |                                                                    | 4:46 |
| 9.  | Jump They Say (version radio)                   |                                                                    | 3:54 |
| 10. | Hallo Spaceboy (remix des Pet Shop Boys)        | David Bowie, Brian Eno                                             | 4:25 |
| 11. | Little Wonder (version courte)                  | David Bowie, Reeves Gabrels, Mark Plati                            | 3:42 |
| 12. | I'm Afraid of Americans (version radio V1)      | David Bowie, Brian Eno                                             | 4:25 |
| 13. | Thursday's Child (version radio)                | David Bowie, Reeves Gabrels                                        | 4:26 |
| 14. | Slow Burn (version radio)                       |                                                                    | 3:58 |
| 15. | Everyone Says 'Hi'                              |                                                                    | 3:29 |
| 16. | New Killer Star (version radio)                 |                                                                    | 3:42 |
| 17. | Where Are We Now?                               |                                                                    | 4:09 |
| 18. | Lazarus (version single)                        |                                                                    | 4:05 |
| 19. | I Can't Give Everything Away (version single)   |                                                                    | 4:26 |

| 1.  | Let's Dance (version single)             |                                                                    | 4:08 |
| 2.  | Ashes to Ashes (version single)          |                                                                    | 3:35 |
| 3.  | Under Pressure (avec Queen)              | David Bowie, John Deacon, Brian May, Freddie Mercury, Roger Taylor | 4:08 |
| 4.  | Life on Mars? (mixage de 2016)           |                                                                    | 3:49 |
| 5.  | Changes                                  |                                                                    | 3:35 |
| 6.  | Oh! You Pretty Things                    |                                                                    | 3:12 |
| 7.  | The Man Who Sold the World               |                                                                    | 3:57 |
| 8.  | Space Oddity                             |                                                                    | 5:14 |
| 9.  | Starman (version single)                 |                                                                    | 4:10 |
| 10. | Ziggy Stardust                           |                                                                    | 3:12 |
| 11. | The Jean Genie (version single)          |                                                                    | 4:05 |
| 12. | Rebel Rebel                              |                                                                    | 4:30 |
| 13. | Golden Years (version single)            |                                                                    | 3:27 |
| 14. | Dancing in the Street (avec Mick Jagger) | Marvin Gaye, William Stevenson, Ivy Jo Hunter                      | 3:10 |
| 15. | China Girl (version single)              | David Bowie, Iggy Pop                                              | 4:15 |
| 16. | Fame                                     | David Bowie, Carlos Alomar, John Lennon                            | 4:16 |
| 17. | Sound and Vision                         |                                                                    | 3:03 |
| 18. | "Heroes" (version single)                | David Bowie, Brian Eno                                             | 3:33 |
| 19. | Where Are We Now?                        |                                                                    | 4:09 |
| 20. | Lazarus (version single)                 |                                                                    | 4:05 |

## Classements et certifications
| Classement                                | Meilleure position |
| ----------------------------------------- | ------------------ |
| Allemagne (Media Control AG)              | 59                 |
| Australie (ARIA)                          | 31                 |
| Belgique (Flandre Ultratop)               | 13                 |
| Belgique (Wallonie Ultratop)              | 39                 |
| Espagne (Promusicae)                      | 30                 |
| États-Unis (Billboard 200)                | 78                 |
| France (SNEP)                             | 52                 |
| Italie (FIMI)                             | 24                 |
| Pays-Bas (Mega Album Top 100)             | 25                 |
| Portugal (AFP)                            | 18                 |
| Royaume-Uni (The Official Charts Company) | 5                  |

| Pays              | Certification | Date          | Ventes certifiées |
| ----------------- | ------------- | ------------- | ----------------- |
| Royaume-Uni (BPI) | Platine       | 1er juin 2018 | 300 000           |